# Rutledge (Georgia)
Rutledge es una ciudad ubicada en el condado de Morgan en el estado estadounidense de Georgia. En el año 2000 tenía una población de 707 habitantes.

## Geografía
Rutledge se encuentra ubicada en las coordenadas 33°37′33″N 83°36′39″O / 33.62583, -83.61083 (33.625723, -83.610899).
Según la Oficina del Censo, la localidad tiene un área total de 8,5 km² (3,3 mi²), de la cual 8,5 km² (3,3 mi²) es tierra y 0 km² (0 mi²) (0.00%) es agua.

## Demografía
Según la Oficina del Censo en 2000 los ingresos medios por hogar en la localidad eran de $35,156, y los ingresos medios por familia eran $38,875. Los hombres tenían unos ingresos medios de $37,750 frente a los $22,813 para las mujeres. La renta per cápita para la localidad era de $17,732.